# Combat!
Combat! is een Amerikaanse televisieserie uit de jaren zestig. De hoofdrolspelers waren Vic Morrow met zijn team en Rick Jason. Tussen 1962 en 1967 werden vijf seizoenen opgenomen, met in totaal 152 afleveringen.
In de serie wordt het leven getoond van een team Amerikaanse soldaten in strijd tegen de Duitse bezetters in Frankrijk tijdens de Tweede Wereldoorlog.

## Rolverdeling
Pvt. staat voor private, de rang van soldaat, PFC voor private first class, soldaat der eerste klasse (OR-2).
| Rol                   | Seizoen        | Seizoen        | Seizoen        | Seizoen        | Seizoen        |
| Rol                   | 1              | 2              | 3              | 4              | 5              |
| --------------------- | -------------- | -------------- | -------------- | -------------- | -------------- |
| 2nd Lt. Gil Hanley    | Rick Jason     | Rick Jason     | Rick Jason     | Rick Jason     | Rick Jason     |
| Sgt. "Chip" Saunders  | Vic Morrow     | Vic Morrow     | Vic Morrow     | Vic Morrow     | Vic Morrow     |
| PFC Paul "Caje" LeMay | Pierre Jalbert | Pierre Jalbert | Pierre Jalbert | Pierre Jalbert | Pierre Jalbert |
| PFC William G. Kirby  | Jack Hogan     | Jack Hogan     | Jack Hogan     | Jack Hogan     | Jack Hogan     |
| PFC "Littlejohn"      | Dick Peabody   | Dick Peabody   | Dick Peabody   | Dick Peabody   | Dick Peabody   |
| PFC "Doc" Walton      | Steven Rogers  |                |                |                |                |
| PFC "Doc" Walton      |                | Conlan Carter  | Conlan Carter  | Conlan Carter  | Conlan Carter  |
| Pvt. Billy Nelson     | Tom Lowell     | Tom Lowell     |                |                |                |
| Pvt. Braddock         | Shecky Greene  |                |                |                |                |
| Pvt. McCall           |                |                |                |                | William Bryant |